# 世界体操競技選手権
世界体操競技選手権（せかいたいそうきょうぎせんしゅけん、英語: Artistic Gymnastics World Championships）は、国際体操連盟（FIG）が主催する体操競技の世界大会である。第1回は1903年にベルギーのアントウェルペンで行われ、開催国ベルギー、フランス、ルクセンブルク、オランダの4カ国が参加して行われた。

## 概略
当初の主催はFEG（ヨーロッパ体操連盟）であったが、1921年にアメリカ合衆国が加盟した際に名称変更を行い、現在の名称であるFIG（国際体操連盟）となった。現在は百数十カ国の体操協会が加盟している。
過去、2年に一度、あるいは夏季オリンピックと2年ずらして4年に一度、と実施されてきたこともあったが現在は夏季オリンピックが開催されない年に開催されており、毎年夏季オリンピックか世界体操競技選手権のどちらかが行われているということになる。
夏季オリンピック開催前年の大会で団体総合12位以内にランクされると、翌年の夏季オリンピック団体総合に出場することが出来る。団体競技は毎年行われているわけではなく、種目別のみ、あるいは種目別と個人総合のみ、という開催もあり一概に述べることは出来ないが、一般的に団体総合・個人総合・個人種目別が行われている。
2018年大会は団体総合3位以内で2020年東京オリンピック団体総合出場権が与えられた。

## 開催地一覧
| 回 | 年     | 開催地             |
| -- | ------ | ------------------ |
| 1  | 1903年 | アントウェルペン   |
| 2  | 1905年 | ボルドー           |
| 3  | 1907年 | プラハ             |
| 4  | 1909年 | トリノ             |
| 5  | 1911年 | ルクセンブルク     |
| 6  | 1913年 | パリ               |
| 7  | 1922年 | リュブリャナ       |
| 8  | 1926年 | リヨン             |
| 9  | 1930年 | ルクセンブルク     |
| 10 | 1934年 | ブダペスト         |
| 11 | 1938年 | プラハ             |
| 12 | 1950年 | バーゼル           |
| 13 | 1954年 | ローマ             |
| 14 | 1958年 | モスクワ           |
| 15 | 1962年 | プラハ             |
| 16 | 1966年 | ドルトムント       |
| 17 | 1970年 | リュブリャナ       |
| 18 | 1974年 | ヴァルナ           |
| 19 | 1978年 | ストラスブール     |
| 20 | 1979年 | フォートワース     |
| 21 | 1981年 | モスクワ           |
| 22 | 1983年 | ブダペスト         |
| 23 | 1985年 | モントリオール     |
| 24 | 1987年 | ロッテルダム       |
| 25 | 1989年 | シュトゥットガルト |
| 26 | 1991年 | インディアナポリス |
| 27 | 1992年 | パリ               |
| 28 | 1993年 | バーミンガム       |
| 29 | 1994年 | ブリスベン         |
| 30 | 1994年 | ドルトムント       |
| 31 | 1995年 | 鯖江               |
| 32 | 1996年 | サンフアン         |
| 33 | 1997年 | ローザンヌ         |
| 34 | 1999年 | 天津               |
| 35 | 2001年 | ヘント             |
| 36 | 2002年 | デブレツェン       |
| 37 | 2003年 | アナハイム         |
| 38 | 2005年 | メルボルン         |
| 39 | 2006年 | オーフス           |
| 40 | 2007年 | シュトゥットガルト |
| 41 | 2009年 | ロンドン           |
| 42 | 2010年 | ロッテルダム       |
| 43 | 2011年 | 東京               |
| 44 | 2013年 | アントウェルペン   |
| 45 | 2014年 | 南寧               |
| 46 | 2015年 | グラスゴー         |
| 47 | 2017年 | モントリオール     |
| 48 | 2018年 | ドーハ             |
| 49 | 2019年 | シュトゥットガルト |
| 50 | 2021年 | 北九州             |
| 51 | 2022年 | リバプール         |
| 52 | 2023年 | アントウェルペン   |
| 53 | 2025年 | ジャカルタ         |
| 54 | 2026年 | ロッテルダム       |
|    | 2027年 | 成都市             |

## 日本での放送について
これまで日本国内ではNHKがFIGから直接放映権を買収し、BS1中心に中継を行ってきた。
2011年の東京大会開催を機にFIGは国内放映権を日本体操協会に譲渡し、フジテレビが2009年から2016年までの世界選手権を含む国際大会放映権を獲得した。
2017年からはテレビ朝日が中継を行うが、2017年モントリオール大会と2021年北九州大会は全日程録画中継された。